# 谢苗诺-亚历山德罗夫卡农村居民点
谢苗诺-亚历山德罗夫卡农村居民点（俄语：Семёно-Александровское сельское поселение）是俄罗斯联邦沃罗涅日州博布罗夫区所属的一个农村居民点。其下辖有3个居民点，行政中心为谢苗诺-亚历山德罗夫卡。据2016年统计，该农村居民点的人口为1884人。